# Topología inicial
En topología general, la topología inicial en un conjunto {\displaystyle X} con respecto a una familia de aplicaciones de {\displaystyle X} en espacios topológicos es la topología menos fina en {\displaystyle X} que hace que todas esas aplicaciones sean continuas.
La noción dual es la topología final, que para una familia dada de aplicaciones de espacios topológicos en un conjunto {\displaystyle X}  es la topología más fina en {\displaystyle X} que hace que esas aplicaciones sean continuas.

## Definición
| Topología inicial Sea {\displaystyle X} un conjunto no vacío, {\displaystyle \{\left(Y_{i},{\mathcal {T}}_{i}\right)\}_{i\in I}} una familia arbitraria de espacios topológicos y {\displaystyle {\mathcal {F}}=\{f_{i}:X\to Y_{i}\,:i\in I\}} una familia de aplicaciones. Se define la topología inicial en {\displaystyle X} inducida por la familia de aplicaciones {\displaystyle {\mathcal {F}}} como la que tiene como subbase la familia de subconjuntos: {\displaystyle {\mathcal {S}}=\{f_{i}^{-1}(U_{i}):U_{i}\in {\mathcal {T}}_{i},i\in I\}} |

Por construcción, la topología inicial {\displaystyle {\mathcal {T}}({\mathcal {S}})} es la  topología menos fina en {\displaystyle X} tal que {\displaystyle f_{i}:(X,{\mathcal {T}}({\mathcal {S}}))\to (Y_{i},{\mathcal {T}}_{i})} es continua para todo {\displaystyle i\in I}.

## Ejemplos
- La topología inducida en un subconjunto es la topología inicial con respecto a la inclusión.
- La topología producto es la topología inicial con respecto a las proyecciones.